# Sacristanes - campaneros de Guipúzcoa

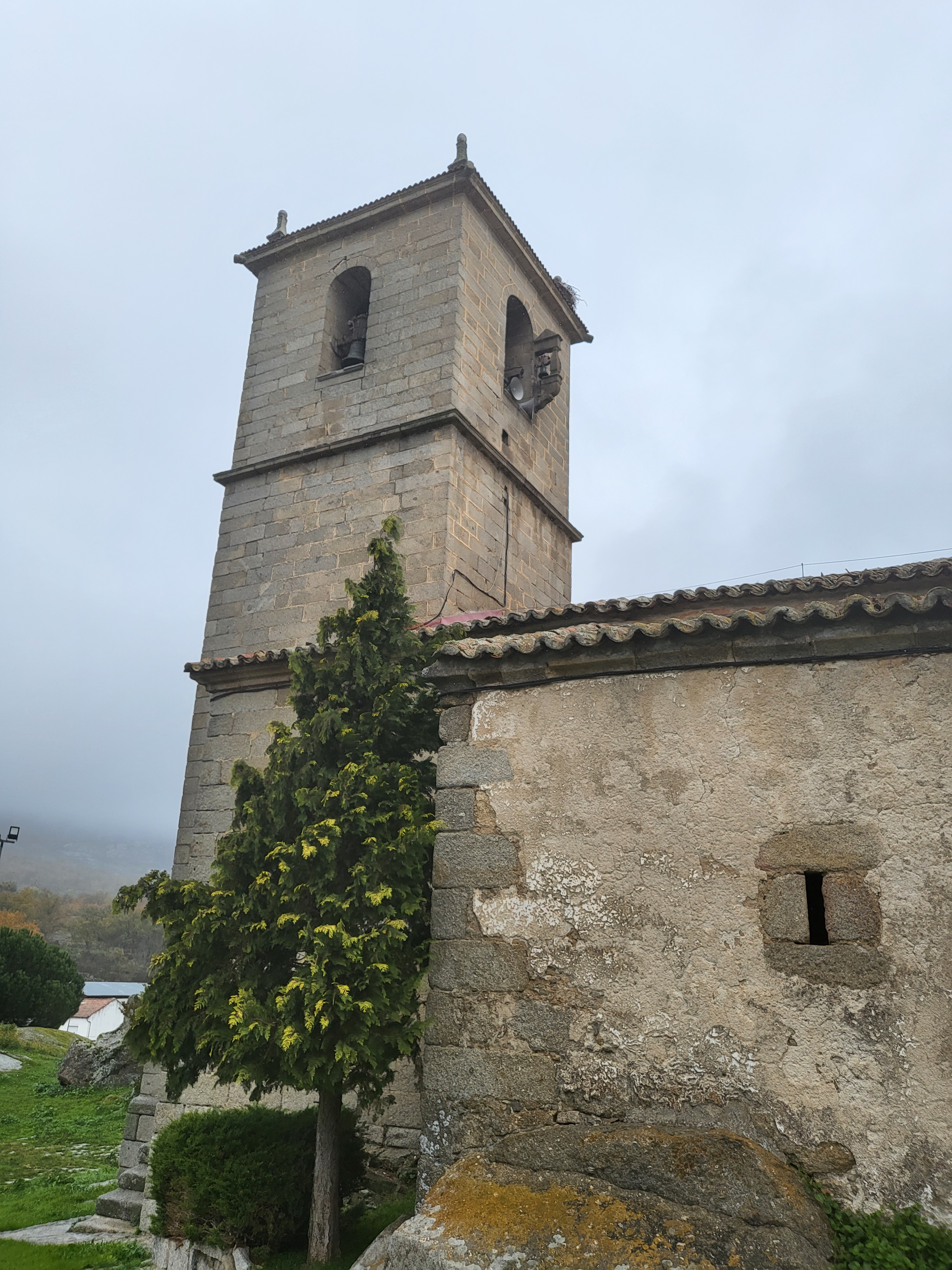
Campanario de iglesia

Los sacristanes - campaneros de Guipúzcoa  eran seglares encargados del toque manual de campanas en las iglesias.
En el territorio de Guipúzcoa del País Vasco (España), el toque de campanas era consecuencia de las costumbres tradicionales y religiosas locales, que trataban de resolver necesidades, de transmitir informaciones específicas por medio de un código sonoro como único medio de comunicación entre los vecinos.
Ha persistido a lo largo de los siglos y se usaba para marcar acontecimientos de la vida diaria, así como fiestas, funerales, incendios o inundaciones.
A partir de finales del siglo XX ha quedado reducido a una actividad testimonial siendo sustituidos por campanarios mecanizados estandarizados ajenos a la cultura y las costumbres locales.

## Descripción
Su presencia está documentada al menos desde el siglo XVI, siendo a lo largo de este tiempo un sistema de comunicación que ha venido cumpliendo un conjunto de funciones sociales para la comunidad, así, entre otras, informar, alertar, delimitar las lindes del territorio y proteger a la población.
Los sacristanes campaneros eran los encargados de su funcionamiento y el oficio se transmitía muchas veces de padres a hijos.
El oficio de campanero requería  "mucho oído" al tener que apreciar los sonidos y corregirlos acelerando o relentizando la velocidad del golpeo de las campanas. Tenían que ser un poco músicos, aunque "de una sola cuerda" (la de manejar las campanas).
Un hecho que refuerza el sentido musical de las campanas era que durante Semana Santa se guardaba luto por la muerte de Jesús. Por eso, se decidió que no podían tocarse las campanas durante la mayor parte de la Semana Mayor. Eso sí, se tuvo que buscar un remplazo, y se decidió por las matracas.
En el pasado, era una actividad que requería una gran dedicación (todos los días del año y varias veces cada jornada). A veces lo compaginaban con otros trabajos.
Actualmente los campanarios están mecanizados con lo que no se mantienen los sonidos y los ritmos tradicionales de cada lugar, que son sustituidos por los estandarizados que quiera el proveedor, con frecuencia, totalmente ajeno a la cultura y las costumbres locales.

## Tipos de toques
Los más habituales en Guipúzcoa eran los tres toques diarios (al amanecer, al mediodía y al atardecer), llamados del Ave-María, que recordaban la obligatoriedad del rezo.
La costumbre de parar al mediodía los partidos de pelota más importantes para rezar el Ángelus, parece obedecer a esta costumbre tradicional. 

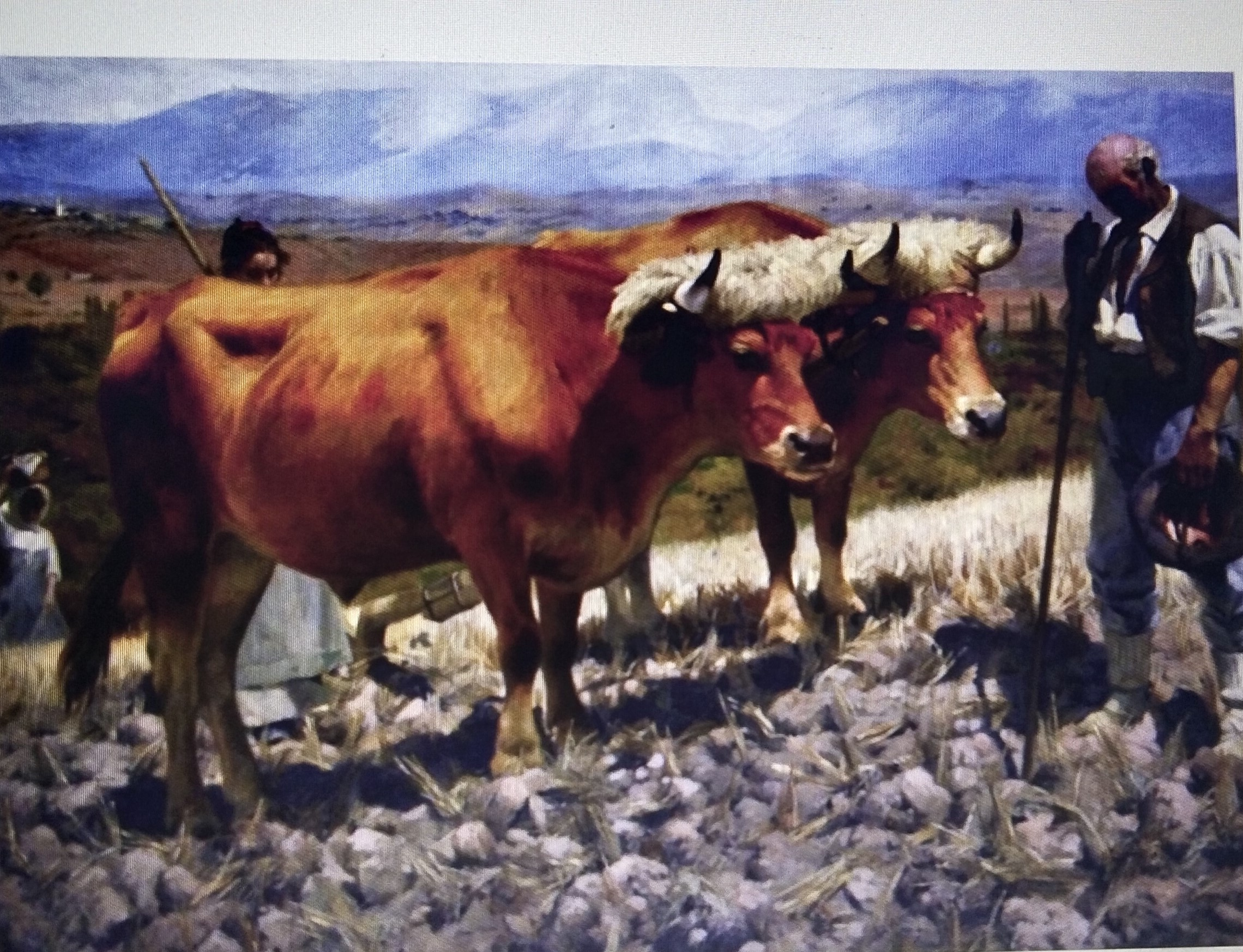
Ángelus en el campo

Los toques anunciando muertes eran distintos para hombres, mujeres y niños, y en este último caso, se utilizaba la "txillintxa", una campana pequeña situada encima de la sacristía, cuyos toques eran de gloria. También se utilizaban en bodas,  durante las procesiones, por la presencia de autoridades eclesiásticas o para llamar a los fieles a los oficios menores.
Los tañidos de rebato, en casos de fuego o cualquier otra emergencia (que en su día pudieran ser la presencia de bandoleros), para que los vecinos acudan al Ayuntamiento o Iglesia.
En el pasado (antes de la difusión de los relojes), también había toques para avisar que era domingo o fiesta de guardar y para el inicio de los obligatorios trabajos de auzolan o vereda (obras de interés comunitario, entre otros, arreglos de caminos y muros).
También se utilizaban las campanas en los pueblos marineros, para ayudar a las embarcaciones a entrar en los puertos en los casos de nieblas intensas, así como para anunciar la llegada del granizo, por la creencia de que el sonido de las campanas "partía las nubes", defendiendo de esta manera las cosechas.
Actualmente los campanarios están mecanizados con lo que no se mantienen los sonidos y los ritmos tradicionales de cada lugar, que son sustituidos por los estandarizados que quiera el proveedor, con frecuencia, totalmente ajeno a la cultura y las costumbres locales.